# 金庸圖書館 (澳門)
金庸圖書館位於澳門新馬路文化會館的專題圖書館，館藏是著名作家金庸不同語言版本的小說和親筆修改本。

## 歷史
- 2001年-2002年，計劃建於文化會館。
- 2002年，開始興建。
- 2003年3月，金庸親臨開幕並任榮譽顧問。

## 參看
- 金庸
- 文化會館

## 外連
- 金庸圖書館